# Терпкий виноград
«Терпкий виноград» («Давильня») — художественный фильм режиссёра Баграта Оганесяна, снятый на киностудии Арменфильм в 1973 году.
Прокат (1974) — 2,6 млн зрителей.

## Сюжет
Вагик живёт у дяди-инвалида и не хочет верить, что отец погиб на войне и на него пришла похоронка. Мальчик каждый день ходит на станцию в надежде на то, что отец вернётся. Неожиданно отец действительно возвращается — оказалось, что два года он был в партизанском отряде. Не дождавшись мужа, мать мальчика уже вышла замуж. Отец после лечения вновь уходит на фронт и погибает.

## В ролях
- Араик Исаакян — Ваге (дублирование — Светлана Харлап)
- Вруйр Паноян — старик (дублирование — Константин Тыртов)
- Сос Саркисян — Вардан (дублирование — Александр Белявский)
- Гурген Джанибекян — Ованес (дублирование — Иван Рыжов)
- Яков Азизян — Саак (дублирование — Евгений Лисконог)
- Галя Новенц — Елизавета (дублирование — Клавдия Козлёнкова)
- Алла Туманян — Санам (дублирование — Лилиана Алешникова)
- Азат Шеренц — начальник станции (дублирование — Василий Щелоков)

## Интересные факты
- Андрей Тарковский выступил в качестве монтажёра и художественного руководителя фильма.

## Дубляж
Фильм дублирован на киностудии им. М. Горького в 1974 году.
- Режиссёр дубляжа — Александр Андриевский
- Звукооператор — В. Ерамишев